# 아이젠슈타인 판정법
대수학에서 아이젠슈타인 판정법(-判定法, 영어: Eisenstein’s criterion)은 정수 계수 다항식이 더 낮은 차수의 두 정수 계수 다항식의 곱으로 나타낼 수 없을 충분조건을 제시하는 정리이다. 고트홀트 아이젠슈타인의 이름을 땄다.

## 정의
유일 인수 분해 정역 {\displaystyle R}에서 계수를 취하는 {\displaystyle n\geq 1}차 다항식
{\displaystyle f(x)=r_{n}x^{n}+r_{n-1}x^{n-1}+\cdots +r_{0}\in R[x]}
가 주어졌다고 하자. 또한, 다음 세 조건을 만족시키는 기약원 {\displaystyle p\in R}가 존재한다고 하자.
{\displaystyle p\nmid r_{n}}
{\displaystyle p\mid r_{0},\dots ,r_{n-1}}
{\displaystyle p^{2}\nmid r_{0}}
아이젠슈타인 판정법에 따르면, {\displaystyle f(x)}는 분수체 {\displaystyle \operatorname {Frac} R}의 다항식환 {\displaystyle (\operatorname {Frac} R)[x]} 속에서 기약 다항식이다. 즉, {\displaystyle f(x)}는 더 낮은 차수의 두 {\displaystyle R} 계수 다항식의 곱으로 나타낼 수 없다. 만약 추가로 {\displaystyle f(x)}가 원시 다항식이라면, {\displaystyle f(x)}는 {\displaystyle R[x]}에서 기약 다항식이다.:183, §IV.3, Theorem 3.1:144, §III.10, Proposition 10.9
보다 일반적으로, 정역 {\displaystyle R}에서 계수를 취하는 {\displaystyle n\geq 1}차 다항식
{\displaystyle f(x)=r_{n}x^{n}+r_{n-1}x^{n-1}+\cdots +r_{0}\in R[x]}
가 주어졌고, 다음을 만족시키는 소 아이디얼 {\displaystyle {\mathfrak {p}}\subsetneq R}가 존재한다고 하자.
{\displaystyle r_{n}\not \in {\mathfrak {p}}}
{\displaystyle r_{0},\dots ,r_{n-1}\in {\mathfrak {p}}}
{\displaystyle r_{0}\not \in \{rs\colon r,s\in {\mathfrak {p}}\}}
그렇다면, {\displaystyle f(x)}는 더 낮은 차수의 두 {\displaystyle R} 계수 다항식의 곱으로 나타낼 수 없다. 만약 추가로 {\displaystyle f(x)}의 계수의 공약수가 가역원밖에 없다면, {\displaystyle f(x)}는 {\displaystyle R[x]}에서 기약 다항식이다.:145, §III.10, Exercise 14

## 증명
귀류법을 사용하여, {\displaystyle f(x)}가 {\displaystyle (\operatorname {Frac} R)[x]}의 기약 다항식이 아니라고 가정하자. 그렇다면, {\displaystyle f(x)=g(x)h(x)}인 {\displaystyle d,e\geq 1}차 다항식
{\displaystyle g(x)=s_{d}x^{d}+s_{d-1}x^{d-1}+\cdots +s_{0}\in R[x]}
{\displaystyle h(x)=t_{e}x^{e}+t_{e-1}x^{e-1}+\cdots +t_{0}\in R[x]}
가 존재한다.
{\displaystyle p\mid r_{0}=s_{0}t_{0}}
이며, {\displaystyle p}는 소원이므로, {\displaystyle p\mid s_{0}}이거나 {\displaystyle p\mid t_{0}}이다. 편의상 {\displaystyle p\mid s_{0}}이라고 하자. 그렇다면 {\displaystyle p^{2}\nmid r_{0}}이므로 {\displaystyle p\nmid t_{0}}이다. 이제,
{\displaystyle p\nmid r_{n}=s_{d}t_{e}}
이므로 {\displaystyle p\nmid s_{d}}이며,
{\displaystyle p\mid s_{0},\dots ,s_{k-1}}
{\displaystyle p\nmid s_{k}}
인 {\displaystyle 1\leq k\leq d}를 고를 수 있다. 따라서
{\displaystyle p\nmid s_{0}t_{k}+s_{1}t_{k-1}+\cdots +s_{k-1}t_{1}+s_{k}t_{0}=r_{k}}
이며, {\displaystyle k\leq d<d+e=n}이므로 이는 모순이다.

## 예
아이젠슈타인 판정법에 따라, 정수 계수 다항식 {\displaystyle x^{4}+2\in \mathbb {Z} [x]}는 기약 다항식이다. 보다 일반적으로, 임의의 {\displaystyle n\in \mathbb {Z} ^{+}} 및 2 이상의 제곱 인수가 없는 정수 {\displaystyle a\geq 2}에 대하여, {\displaystyle x^{n}\pm a\in \mathbb {Z} [x]}는 기약 다항식이다. 이에 따라, 유리수체 {\displaystyle \mathbb {Q} }의 다항식환 {\displaystyle \mathbb {Q} [x]}는 실수체나 복소수체와 달리 임의 차수의 기약 다항식을 가진다. 또한, 2 이상의 제곱 인수가 없는 정수 {\displaystyle a\geq 2}의 거듭제곱근 {\displaystyle {\sqrt[{n}]{a}}} ({\displaystyle n\geq 2})는 항상 무리수이다.

### 소수 번째 원분 다항식
소수 {\displaystyle p}에 대하여,
{\displaystyle f(x)=x^{p-1}+x^{p-2}+\cdots +1={\frac {x^{p}-1}{x-1}}\in \mathbb {Q} [x]}
의 기약성은 아이젠슈타인 판정법으로 직접 판단할 수 없다. 하지만 {\displaystyle f(x)}의 기약성은
{\displaystyle f(x+1)={\frac {(x+1)^{p}-1}{x}}=\sum _{i=1}^{p}{\binom {p}{i}}x^{i-1}\in \mathbb {Q} [x]}
의 기약성과 동치이며,
{\displaystyle p\mid {\frac {p(p-1)\cdots (p-i+1)}{i!}}={\binom {p}{i}}\qquad \forall i\in \{1,\dots ,p-1\}}
이므로 (이는 분모는 {\displaystyle p}의 배수이고 분자는 아니기 때문이다), 아이젠슈타인 판정법에 따라 {\displaystyle f(x+1)\in \mathbb {Q} [x]}는 기약 다항식이다. 따라서 {\displaystyle f(x)\in \mathbb {Q} [x]} 역시 기약 다항식이다. 이는 {\displaystyle p}번째 원분 다항식과 같다.

### 유리 함수체 위의 다항식
아이젠슈타인 판정법에 따라, 초월 단순 확대 {\displaystyle K(t)/K} 속 다항식
{\displaystyle x^{n}-t\in K(t)[x]}
는 기약 다항식이다. 이는 {\displaystyle K[t]}가 유일 인수 분해 정역이며, {\displaystyle t\in K[t]}가 그 기약원이기 때문이다.

## 같이 보기
- 콘의 기약성 기준
- 힐베르트의 기약성 정리

## 참고 문헌
- John B. Fraleigh, Victor Katz, A First Course In Abstract Algebra, Addison-Wesley, 2003.